# Sen no Rikyu
Sen no Rikyu (kanji: 千利休), född 1522 i Sakai, död (harakiri) 21 april 1591 i Kyoto, var en japansk zenbuddhistmunk, temästare och konstnär, mest känd som fulländaren av den japanska teceremonin.
Asteroiden 5330 Senrikyu är uppkallad efter honom.